# Kateryna Hrouchevska
 (avril 2024).
Si vous disposez d'ouvrages ou d'articles de référence ou si vous connaissez des sites web de qualité traitant du thème abordé ici, merci de compléter l'article en donnant les références utiles à sa vérifiabilité et en les liant à la section « Notes et références ».
 (avril 2024).
Katerina Mikhailivna Hrushevska (21 juin 1900, Lviv - 30 mars 1943, Temlag) est une ethnologue, folkloriste, ethnographe, culturologue, traductrice de langues européennes, membre de la société Prosvita de Kiev (1918), secrétaire de l'Institut sociologique ukrainien (USI; 1919-24), membre actif de la Société scientifique Shevchenko à Lviv (1927), secrétaire scientifique de la Commission culturelle et historique de l'Académie ukrainienne des sciences (VUAN) et de la Commission d'histoire de la musique de la chaire de recherche historique de l'histoire ukrainienne de l'VUAN (1924-30), directrice du Cabinet de la culture primitive et de la créativité populaire à l'VUAN (1925-30), éditrice de la revue "La citoyenneté primitive et ses manifestations en Ukraine" (1926-30).

## Enfance et jeunesse
Katerina Hrushevska est née le 21 juin 1900 à Lviv (Royaume de Galicie et de Volhynie, Autriche-Hongrie, aujourd'hui région de Lviv, Ukraine). Elle était l'unique enfant de Mikhail Sergiyovych et Maria-Ivanna Slyvestrivna Hrushevsky. Elle a été baptisée selon le rite gréco-catholique dans l'église des Saints Apôtres Pierre et Paul, où ses parents ont enregistré leur mariage.
Elle a grandi, été éduquée et formée dans la famille d'un érudit-historien et d'un pédagogue-traducteur, et a acquis une conscience nationale dès son plus jeune âge. Elle souffrait de sécheresse (la tuberculose) et donc étudiait à domicile. Sa mère, une pédagogue et une experte en langues étrangères, s'occupait principalement de l'enseignement primaire de sa fille.
La Première Guerre mondiale a surpris les Hrushevsky en vacances dans les Carpates. M. Hrushevsky n'est jamais retourné à Lviv, il est parti à Vienne, a contourné les routes locales pour se rendre à Kiev, où il a été arrêté et accusé de liens avec les cercles dirigeants de l'Autriche-Hongrie, principalement soupçonné de "mazepinisme". En février 1915, il a été exilé à Simbirsk, puis, à la demande des académiciens russes, transféré à Kazan, puis à Moscou sous "surveillance policière ouverte". Depuis lors, sa femme et sa fille ont partagé l'exil et les déménagements fréquents avec le savant.
Malgré sa santé fragile, ses maladies fréquentes, les déménagements et les diverses vicissitudes de la vie, Katerina Hrushevska publie ses premières publications dans le domaine de la critique littéraire et entre à l'Université de Kiev (plus tard, elle étudie à l'Université de Genève en exil).

## Activité scientifique
L'engagement dans l'histoire, l'ethnographie, la culture primitive a défini le cercle de ses intérêts, le profil de ses recherches scientifiques. La formation de K. Hrushevska en tant que chercheuse s'est déroulée sur une base solide de travaux persistants, sur une bonne connaissance des langues étrangères, sur une étude exhaustive de la culture européenne et mondiale "dans l'original", et elle a été affinée par la maîtrise des dernières méthodes de la science sociologique. C'est précisément dans le domaine de la culture et de l'ethnologie que K. Hrushevska avait une connaissance étendue.
Même en exil, K. Hrushevska s'est impliquée dans le travail de l'Institut sociologique ukrainien (Vienne). Son premier travail scientifique sérieux, "Contes primitifs, contes et fables d'Afrique et d'Amérique" (1923), témoigne de ses intérêts créatifs, où l'auteur, l'une des premières, s'est tournée vers les fondements mythologiques du folklore et a atteint une compréhension approfondie de la pensée mythologique.
À son retour en Ukraine en 1924, K. Hrushevska a commencé ses travaux de recherche dans les institutions historiques créées par M. Hrushevska : le département d'histoire et de philologie de l'Académie ukrainienne des sciences (VUAN), où elle a travaillé en tant que collaboratrice scientifique permanente de la Commission culturelle et historique ainsi que de la Commission d'histoire de la chanson de la chaire de recherche historique de l'VUAN. Elle était également la directrice du Cabinet de la culture primitive et l'éditrice en chef inamovible de la revue "La citoyenneté primitive et ses manifestations en Ukraine". Au sein de cette dernière institution, elle a consacré beaucoup d'efforts à l'étude des formes primitives de la culture, à la collecte, au traitement et à la préparation des monuments du folklore ukrainien pour la publication. Les résultats de ses recherches scientifiques ont été des publications ethnologiques dans le journal "Ukraine" rétabli, dans les "Notes de la Société savante Chevtchenko", ainsi que dans de nombreux numéros du trimestriel "La citoyenneté primitive et ses manifestations en Ukraine" (1926-1929). Un témoignage de la maturité créative de la chercheuse a été la publication du recueil "De la culture primitive : Recherches et rapports" (1924). Un autre accomplissement de K. Hrushevska en tant que chercheuse a été sa contribution à l'étude de l'épopée héroïque ukrainienne (les chants épiques) et de ses porteurs (les kobzars). Elle considérait les chants épiques comme un trésor inestimable du peuple, méritant une étude exhaustive, exigeant une préservation, voire un sauvetage. C'est elle qui a eu l'idée de publier un corpus en plusieurs volumes des chants épiques (deux volumes ont été publiés en 1927 et 1931). Jusqu'à aujourd'hui, il s'agit de la publication la plus complète et la plus fondamentale de toute l'épopée ukrainienne, avec laquelle "aucune autre publication ultérieure ne pouvait rivaliser" (F. Kolessa).

## Vie personnelle
Elle a été fiancée à un jeune politicien ambitieux, Oleksandr Sevriuk. Cependant, après la perte d'influence de son père dans la politique ukrainienne, il a rompu sa relation avec elle[source insuffisante].
Plus tard, elle s'est mariée avec l'historien d'origine juive ou karaim Yosyp Hermayze.
Elle n'a pas eu d'enfants.

## Persécution, dernières années de vie
Ensuite, les persécutions et les arrestations des scientifiques ukrainiens ont commencé, et il y avait une menace même pour Mikhail Hrushevska en tant que "historien bourgeois ukrainien" et pour Katerina Hrushevska en tant que "représentante de l'ethnologie et de la folklore bourgeois ukrainien". En 1931, Mikhail Hrushevska part pour Moscou en "exil honorable", et sa fille Katerina l'accompagne. Cela a duré jusqu'à la mort de Mikhail Hrushevska lui-même, lorsqu'il est décédé subitement le 24 novembre 1934. Les funérailles "aux frais de l'État", l'attribution d'un logement à la famille (dans leur propre maison à la rue Pankivska, 9), la nomination d'une pension familiale ainsi que d'un approvisionnement académique ont été des surprises. Selon la décision du Présidium de l'Académie ukrainienne des sciences, Katerina Hrushevska a été invitée à rejoindre la nouvelle commission "pour l'étude de l'héritage scientifique de l'académicien Mikhail Hrushevska". Katerina Hrushevska a réussi à préparer pour publication le 10e tome de "l'Histoire de l'Ukraine-Rus", ainsi que le 6e tome de "l'Histoire de la littérature ukrainienne" de Mikhail Hrushevska. Cependant, le 10 juillet 1938, les organes du NKVD l'ont arrêtée à Kiev (alors qu'elle souffrait de tuberculose), l'ont jetée en prison d'abord rue Institutskaya, puis plus tard à la prison de Lukyanivska, où elle a passé de longs mois de détention préventive et d'interrogatoires.
Le motif officiel de l'arrestation de Katerina Hrushevska et de son accusation de participation à une "organisation ukrainienne antisyndicale" était le témoignage de Konstantin Shtepa (professeur à l'Université de Kiev, qui avait rendu visite aux Hrushevska après 1934 à Kiev et avait également été à Moscou, jouant en fait le rôle de provocateur).
Les 15 et 16 avril 1939 (neuf mois et six jours après son arrestation), lors d'un procès à huis clos devant le tribunal militaire du district militaire spécial de Kiev (KOV), "sans la présence de défenseurs", Katerina Hrushevska s'est essentiellement rétractée de ses déclarations lors de l'enquête précédente, déclarant qu'une série de témoignages avait été "enregistrée de manière peu fiable par les enquêteurs" et exigeant des clarifications supplémentaires.
Le tribunal militaire a reconnu Katerina Hrushevska coupable de soutien à une activité anti-soviétique de l'organisation nationaliste ukrainienne dans le but d'"établir une dictature fasciste". Elle a été condamnée à une peine de huit ans de travaux forcés, avec la privation des droits civils pendant cinq ans et la confiscation de ses biens personnels.
Il est authentique que, en juillet 1940, Katerina Hrushevska a été envoyée à Vladivostok pour un nouveau procès, et en 1941, juste avant la guerre, elle a écrit à sa mère à Moscou qu'elle avait été interrogée par le procureur et qu'elle reviendrait bientôt à Kiev. Cependant, en raison des hostilités, elle a été envoyée en "résidence" à Oufa. Après la guerre, un certain Sereda a informé Olga Hrushevska que Katerina Hrushevska était décédée à Novossibirsk. Selon les documents du NKVD, elle est décédée le 30 mars 1943 à Temlag, et elle a été enterrée à Novossibirsk.

## Dans la littérature
La poétesse ukrainienne Oksana Zabuzhko a écrit un poème intitulé "Portrait de K. M. Hrushevska dans sa jeunesse".

## Hommage à sa mémoire
Le 27 octobre 2022, une rue portant son nom est apparue à Kiev.